# Selišče (gmina Tolmin)
Selišče – wieś w Słowenii, w gminie Tolmin. W 2018 roku liczyła 22 mieszkańców.